# Neoclytus pubicollis
Neoclytus pubicollis là một loài bọ cánh cứng trong họ Cerambycidae.